# José Antonio Pardines Arcay
José Antonio Pardines Arcay (Malpica de Bergantiños, 1943 - Villabona-Amasa, 7 de juny de 1968) fou un policia gallec, membre de la Guàrdia Civil, fill i net de guàrdies civils, destinat a l'Agrupació de Trànsit, pertanyent al Destacament de Sant Sebastià, primera víctima mortal d'ETA.

## Mort
El 7 de juny de 1968, fent parella amb el seu company Félix de Diego Martínez, José Antonio Pardines estava regulant la circulació en una zona d'obres de la carretera Nacional I (Madrid-Irun) al terme de Villabona-Amasa, a prop d'Aduna (Guipúscoa). Va fer aturar un SEAT 850 coupé amb matrícula Z-73956 (de la província de Saragossa), ocupat per Txabi Etxebarrieta i Iñaki Sarasketa. Els demanà la documentació del vehicle i envoltà aquest per verificar si la matrícula coincidia. En aquell moment, Txabi va treure una pistola i li va disparar a boca de canó un tret al cap.
En aquest moment passava un camió, i el seu conductor, pensant que el 850 havia punxat, va frenar i va veure el que havia passat. S'aturà i subjectà Txabi, però fou encanonat per Sarasketa, que va obligar-lo a deixar anar Txabi. Aleshores, Txabi va tornar a apuntar l'arma cap a Pardines, caigut a terra malferit, i el rematà amb quatre trets que li van impactar al pit.